# Stavangers stift
Stavangers stift (norska: Stavanger bispedømme) är ett stift som i sin nuvarande utformning blev till då Kristiansands stift delades den 1 januari 1925. Kristiansands stift fortsatte som Agder stift, och Stavanger stift blev en egen enhet. Stavanger hade tidigare varit ett självständigt biskopssäte åren 1125–1682. 
Stiftet omfattar Rogaland fylke. Efter att den dåvarande Ølen kommun överfördes från Hordaland till Rogaland fylke 2002, ändrades också stiftsgränsen mellan Bjørgvins stift och Stavangers stift på samma sätt.

## Historia
Det tidigare Stavangers stift upprättades 1125, då Stavangers domkyrka byggdes. Stiftet är därmed Norges fjärde äldsta, och ett av de fem stift som bildades redan innan en norsk kyrkoprovins under ärkebiskopen av Nidaros upprättats år 1153.
Under nästan 250 år drogs stiftet in, när Christian V av Danmark och Norge 1682 beslutade att biskopssätet skulle flyttas från Stavanger till den nya staden Christianssand. Det nya stiftet kom att bli känt som Christianssands stift, till 1 januari 1925 då Rogaland åter bröts ut som ett eget stift under den återinförda biskopen av Stavanger.

## Vänstift
Stavanger stift har två vänstift:
- Carlisles stift, Engelska kyrkan, England
- Fianarantsoasynoden, Madagaskars Lutherska kyrka, Madagaskar

## Biskopslängd

### Biskopar av Stavanger 1125–1541
Där ingen annan källa anges är uppgifterna i biskopslängden hämtade från Stavanger bispedømmes webbplats.
1. Reinald okänt–18 januari 1135
2. Jon Birgersson, 1135–1151
3. Peter, okänt
4. Amund, okänt–1171
5. Eirik Ivarsson, 1171–1188 [10]
6. Njaal, 1189–1207
7. Heinrek, 1207–1224
8. Askell Jonsson, 1226–1254
9. Torgils av Stavanger, 1255–1276
10. Arne, 1277–1303
11. Ketil av Agder, 1304–1317
12. Håkon Halldorsson, 1318–1322
13. Eirik Ogmundsson, 1322–1342
14. Guttorm Pålsson, 1343–1350
15. Sigfred, 1351–1352
16. Gyrd Atlesson, 1354–1355
17. Bottolf Asbjørnsson, 1355–1380
18. Halgeir Asmundsson, 1381–1382
19. Olaf Håkonsson, 1382–1399
20. Håkon Ivarsson, 1400–1426
21. Audun Eivindsson, 1427–1445
22. Gunnar Eriksson, 1446–1453
23. Sigurd Bjørnsson, 1454]–1463
24. Alv Thorgardsson, 1463–1478
25. Eiliv Jonsson, 1480–1512
26. Hoskuld Hoskuldsson, 1513–1538 (naturlig avgång)

Perioden 1538–1541 var biskopsämbetet vakant.

### Superintendenter av Stavanger 1541–1682
Efter reformationen används titeln superintendent i de nya lutherska stiften (eller superintendenturerna). Uppgifterna är hämtade från Stavanger bispedømmes webbplats.
1. Jon Guthormsson, 1541–1557
2. Jens Gregoriussen Riber, 1558–1571
3. Jørgen Eriksson, 1571–1604
4. Lauritz Claussøn Skabo Scavenius, 1605–1626
5. Thomas Cortssøn Wegner, 1627–1654
6. Marcus Christenssen Humble, 1655–1661
7. Christian Madssøn Tausan, 1661–1680
8. Jacob Jenssøn Jersin, 1681–1682

### Biskopar av Stavanger 1925–
Uppgifterna är hämtade från Stavanger bispedømmes webbplats.
1. Jacob Christian Petersen, 1925–1939
2. Gabriel Skagestad, 1940–1949
3. Karl Marthin Marthinussen, 1950–1960
4. Fridtjov Søiland Birkeli, 1961–1968
5. Olav Hagesæther, 1968–1976
6. Sigurd Lunde, 1977–1986
7. Bjørn Bue, 1986–1997
8. Ernst Baasland, 1998–2009
9. Erling Johan Pettersen, 2009–2016
10. Ivar Braut, 2017–2018
11. Anne Lise Ådnøy 2019–

## Kontraktsindelning

Kontrakt (prosterier) i Stavangers stift (2015).

Stavangers stift är indelat i nio kontrakt (prosterier, norska: prostier) och 90 församlingar (socknar, norska: sokn eller sogn), som samverkar i 23 kyrkliga samfälligheter (norska: kirkelige fellesråd), en organisation som ungefärligt motsvarar ett pastorat, men i övrigt följer kommunindelningen och är nära knuten till den kommunala organisationen.
De nio kontrakten är:
- Stavangers domprosteri
- Dalane prosteri
- Haugalands prosteri
- Jærens prosteri
- Karmøy prosteri
- Ryfylke prosteri
- Sandnes prosteri
- Tungenes prosteri
- Ytre Stavangers prosteri

## Källförteckning
Den här artikeln är helt eller delvis baserad på material från norska Wikipedia (bokmål/riksmål), Stavanger bispedømme, 25 juni 2009.